# The Unguarded Hour
The Unguarded Hour is een Amerikaanse misdaadfilm uit 1936 onder regie van Sam Wood. Destijds werd de film in Nederland uitgebracht onder de titel Tussen vijf en zes.

## Verhaal
Helen Dearden is de vrouw van een openbare aanklager. Ze wordt afgeperst door een misdadiger die in het bezit is van bezwarende brieven van haar man. Bij de betaling voor die brieven ontmoet ze toevallig een man die later terecht blijkt te staan voor de moord op zijn vrouw. Ze moet getuigen in het proces, dat wordt behandeld door haar echtgenoot.

## Rolverdeling
| Acteur         | Personage         |
| -------------- | ----------------- |
| Loretta Young  | Helen Dearden     |
| Franchot Tone  | Alan Dearden      |
| Lewis Stone    | Generaal Lawrence |
| Roland Young   | Bunny             |
| Jessie Ralph   | Lady Hathaway     |
| Dudley Digges  | Metford           |
| Henry Daniell  | Hugh Lewis        |
| Robert Greig   | Henderson         |
| E.E. Clive     | Lord Hathaway     |
| Wallis Clark   | Grainger          |
| John Buckler   | Advocaat          |
| Aileen Pringle | Diana Roggers     |